# Mercedes Colín Guadarrama
María Mercedes Colín Guadarrama (24 de septiembre de 1967) es una política mexicana miembro del Partido Revolucionario Institucional (PRI). Ha sido presidenta municipal de Amanalco, diputada local y federal, desempeñó el cargo de Secretaria del Trabajo del Estado de México de septiembre de 2017 a enero de 2018 y desempeñó el cargo de Secretaria del Campo del Estado de México de octubre de 2020 a febrero de 2022.

## Biografía
Mercedes Colín Guadarrama es licenciada en Contaduría Pública, ejerció la docencia y su profesión en varias empresas privadadas. A su vez, inició su actividad política en el PRI, siendo, entre otros cargos, secretaria de Acción Femenial y subcoordinadora de capacitación en el estado de México.
En 2000 fue postulada y electa presidente municipal de Amanalco, concluyendo su periodo en 2003. Ese mismo año fue a su vez electa diputada a la LV Legislatura del Congreso del Estado de México por el distrito 10 local con cabecera en Valle de Bravo; en ella fue integrante de las Comisiones de Derechos Humanos; de Equidad y Género; de Finanzas; y secretaría de la comisión de Auditoría Superior de Federación.
Dejó el cargo anterior para ser diputada federal por el distrito 23 del estado de México a la LX Legislatura de 2006 a 2009; en dicha legislatura ocupó los cargos de secretaria de la comisión de Medio Ambiente y Recursos Naturales; e integrante de las comisiones Especial para dar Seguimiento a los Fondos de los Trabajadores Mexicanos Braceros; y de Vigilancia de la Auditoría Superior de la Federación.
De 2012 a 2015 fue vocal ejectuvio del Consejo Estatal de la Mujer del estado de México por nombramiento del gobernador Eruviel Ávila Villegas, al dejar dicho cargo fue postulada en segunda ocasión como candidata diputada local por el distrito 10 local, siendo electa a la LIX Legislatura cuyas funciones sería de aquel año a 2018. Sin embargo se separó del cargo a partir del 16 de septiembre de 2017 al ser nombrada como titular de la secretaría del Trabajo del estado en la administración de Alfredo del Mazo Maza.
Se separó de la secretaría al año siguiente, 2018, para volver a ser candidata a diputada local por el mismo distrito 10, logrando ser electa en el proceso electoral de ese año, siendo la única candidata del PRI en lograr un triunfo en un distrito electoral. Ejerció como diputada de la LX Legislatura local de 2018 al 29 de septiembre de 2020 en que solcitó y obtuvo licencia al cargo para convertirse en secretaria del Campo del gobierno del estado, por nombramiento del mencionado gobernador Alfredo del Mazo.